# Edison International
Edison International (NYSE: EIX) er et amerikansk elselskab, der er baseret i Rosemead, Californien. Datterselskaber inkluderer Southern California Edison og Edison Energy. Edison's historie begyndte med Holt & Knupps, en virksomhed, der blev etableret i 1886, og forsynede byen Visalia i Californien med gadebelysning.